# Bohuš Stejskal
Bohumil „Bohuš“ Stejskal (14. března 1896 Brno – 18. května 1955 Řevnice) byl český divadelní režisér.

## Život
Narodil se v Brně, zde spoluzaložil v roce 1921 Literární skupinu Brno.
Působil jako herec a režisér v Národním divadle v Brně.
V roce 1923 jej přizval do Městského divadla na Král. Vinohradech v Praze Jaroslav Kvapil a Bohuš Stejskal zde pak až do roku 1948 působil jako režisér, později šéfrežisér a šéf činohry. Na scénách patřících k Vinohradskému divadlu režíroval téměř 200 inscenací. Do divadla přivedl například architekta Bedřicha Feuersteina, malíře Františka Muziku a Jindřicha Štyrského, herečku Jiřinu Štěpničkovou.
V roce 1937 se stal Bohuš Stejskal po rezignaci Dr. Jana Bora šéfem činohry a tuto funkci vykonával až do sezóny 1941/1942, kdy byl v období heydrichiády zbaven funkce a později přeřazen do funkce skladníka a archiváře. Do funkce šéfa činohry se vrátil krátce v roce 1945. V letech 1950 až 1955 pracoval jako režisér a umělecký ředitel v Krajském oblastním divadle v Karlových Varech.
V roce 1924 se oženil s herečkou Zdenkou Gräfovou, jejich manželství ale bylo roku 1936 rozvedeno. Od roku 1945 byl manželem divadelní a filmové herečky Marie Brožové, působící postupně v Národním divadle v Brně, Městském divadle v Plzni a v letech 1931–1963 ve Vinohradském divadle v Praze.

## Vybrané divadelní režie
- 1920 Karel Čapek: Loupežník, Národní divadlo Brno
- 1921 Fráňa Šrámek: Hagenbruck, Národní divadlo Brno
- 1921 Karel Čapek, R. U. R., Národní divadlo Brno
- 1922 William Shakespeare: Othello, Národní divadlo Brno
- 1922 Pellico Silvio: Francesca z Rimini, Národní divadlo Brno
- 1922 Karel Čapek, Josef Čapek: Ze života hmyzu, Národní divadlo Brno
- 1923 Henrik Ibsen: Strašidla, Vinohradské divadlo, 9 repríz
- 1923 Jan Bartoš: Námluvy, Vinohradské divadlo, 7 repríz
- 1923 Jaroslav Vrchlický: Láska a smrt, Vinohradské divadlo, 14 repríz
- 1924 Vojtěch Mixa: Proud, Vinohradské divadlo, 11 repríz
- 1924 Heinrich Mann: Madame Legros, Vinohradské divadlo, 12 repríz
- 1925 Edmond Rostand: Cyrano z Bergeracu, Vinohradské divadlo, 66 repríz (premiéra 15. května 1925, v titul. roli Zdeněk Štěpánek, Roxana: Anna Iblová; při děkovačce 92 opon) [8]
- 1925 Zdeněk Němeček: Primus Tropicus, Vinohradské divadlo, 12 repríz
- 1925 August Strindberg: Velikonoce, Vinohradské divadlo, 5 repríz
- 1926 Růžena Jesenská: Starý markýz, Vinohradské divadlo, 23 repríz
- 1927 Emanuel Bozděch: Světa pán v županu, Vinohradské divadlo, 31 repríz
- 1928 Karel Čapek: Loupežník, Vinohradské divadlo, 15 repríz
- 1928 Luigi Pirandello: Nahé odívati, Vinohradské divadlo, 8 repríz
- 1928 Alexandre Dumas ml.: Dáma s kaméliemi, Vinohradské divadlo, 53 repríz
- 1929 Arnošt Dvořák: Nová Oresteia, Vinohradské divadlo, 5 repríz
- 1930 Arnold Ridley: Půlnoční vlak, Komorní divadlo, 4 reprízy
- 1930 Alois Jirásek: Otec, Vinohradské divadlo, 5 repríz
- 1930 William Shakespeare: Komedie omylů, Vinohradské divadlo, 14 repríz
- 1931 Giovacchino Forzano: Madonna Oretta, Komorní divadlo
- 1931 Lila Bubelová: Pohár, Vinohradské divadlo, 13 repríz
- 1932 Karel Čapek: Věc Makropulos, Vinohradské divadlo, 10 repríz
- 1932 J. W. Goethe: Horská rokle, Vinohradské divadlo, 1 repríza
- 1933 Ben W. Levy: Sladké bláto, Vinohradské divadlo, 9 repríz
- 1933 J. J. Kolár: Pražský žid, Vinohradské divadlo, 23 repríz
- 1934 W. S. Maugham: Veliká výhra, Vinohradské divadlo, 11 repríz
- 1934 Molière: Tartuffe, Vinohradské divadlo, 14 repríz
- 1934 Oscar Wilde: Ideální manžel, Komorní divadlo, 48 repríz
- 1935 Růžena Jesenská: Zlato, Vinohradské divadlo, 7 repríz
- 1935 Friedrich Schiller: Marie Stuartovna, Vinohradské divadlo, 13 repríz
- 1936 R. E. Sherwood: Zkamenělý les, Vinohradské divadlo, 10 repríz
- 1936 Moliere: Škola žen, Vinohradské divadlo, 12 repríz
- 1936 William Shakespeare: Timon Athénský, Vinohradské divadlo, 9 repríz
- 1937 Pierre Corneille: Cid, Vinohradské divadlo, 14 repríz
- 1937 Henrik Ibsen: Peer Gynt, Vinohradské divadlo, 27 repríz
- 1937 A. Kornejčuk: Zkáza eskadry, Vinohradské divadlo, 2 reprízy (další provozování zakázáno)
- 1938 Luigi Pirandello: Dnes večer improvizujeme, Komorní divadlo, 28 repríz
- 1938 Viktor Dyk: Veliký mág, Komorní divadlo, 22 repríz
- 1939 Jiří Mahen: Mrtvé moře, Vinohradské divadlo, 24 repríz
- 1939 Friedrich Schiller: Loupežníci, Vinohradské divadlo, 8 repríz
- 1939 William Shakespeare: Veselé ženy windsorské, Vinohradské divadlo, 24 repríz
- 1940 František Kožík: Shakespeare, Vinohradské divadlo, 13 repríz
- 1940 Luigi Pirandello: Nové šaty, Komorní divadlo, 14 repríz
- 1940 Molière: Misantrop, Vinohradské divadlo, 15 repríz
- 1940 Lope de Vega: Sedlák svým pánem čili Každý jí svůj marcipán, Vinohradské divadlo, 40 repríz
- 1941 Lope de Vega: Láska má své klíče, Vinohradské divadlo, 8 repríz
- 1941 Jan Drda: Magdalenka, Komorní divadlo, 11 repríz
- 1941 William Shakespeare: Hamlet, Vinohradské divadlo, 37 repríz
- 1942 Gerhart Hauptmann: Trunda a Lajda, Divadlo Na poříčí, 30 repríz
- 1942 F. K. Franchy: Verunka, Komorní divadlo, 63 repríz
- 1942 Emanuel Geibel: Veselé putování duší, Divadlo Na poříčí, 43 repríz
- 1945 A. Kornejčuk: Zkáza eskadry, Vinohradské divadlo, 44 repríz
- 1945 Karel Čapek: Loupežník, Vinohradské divadlo, 24 repríz
- 1946 Menandros: Čí je to dítě?, Komorní divadlo, 36 repríz
- 1946 Moliere: Lakomec, Komorní divadlo, 59 repríz
- 1946 G. B. Shaw: Domy pana Sartoria, Komorní divadlo, 43 repríz
- 1946 Jean Sarment: Prababička Mouretová, Komorní divadlo, 108 repríz
- 1947 G. B. Shaw: Ženeva, Komorní divadlo, 77 repríz
- 1947 Moliere: Amfitryon, Komorní divadlo, 31 repríz
- 1947 Karel Čapek: Věc Makropulos, Komorní divadlo, 97 repríz
- 1947 Jean Paul Sartre: Počestná holka, Komorní divadlo, 36 repríz
- 1948 Šolom-Alejchem: Hlavní výhra, Komorní divadlo, 21 repríz
- 1948 John Steinbeck: Měsíc zapadá, Komorní divadlo, 50 repríz
- 1954 William Shakespeare: Zkrocení zlé ženy, Divadlo Karlovy Vary
- 1954 J. W. Goethe: Faust, Divadlo Karlovy Vary